# Gravuras Rupestres de Tanum
Tanumshede é uma cidade do condado da Västra Götaland, na Suécia, sede da municipalidade de Tanum, onde se encontra uma alta concentração de petróglifos, declarados Patrimônio Mundial pela UNESCO. Existem cerca de 3 mil petróglifos na região, distribuídos em cinco áreas ao longo de um trecho 25 km que na Idade do Bronze era um litoral de fiordes.

O povo escandinavo na Idade do Bronze (c. 1800 a 600 a.C.) era hábil no trabalho em madeira e nas viagens por mar, e longos barcos estão representados nas gravuras, bem como carroças, caçadores, agricultores e outras cenas. O maior dos painéis é chamado de Vitlyckehäll, descoberto em 1972 por Age Nilsen, que estava no local instalando explosivos para construção.
As gravuras têm sido atacadas pela poluição e, para espanto dos arqueólogos, algumas tiveram seus traços reforçados com tinta vermelha para poderem ser melhor visualizados pelos turistas.

## Galeria

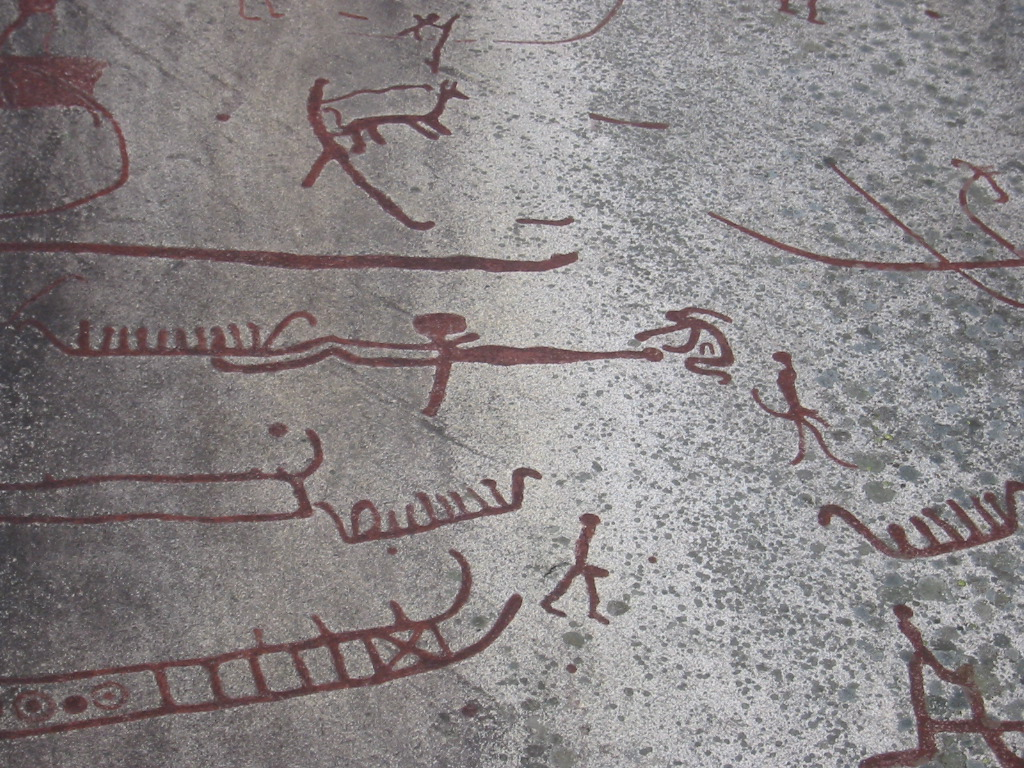
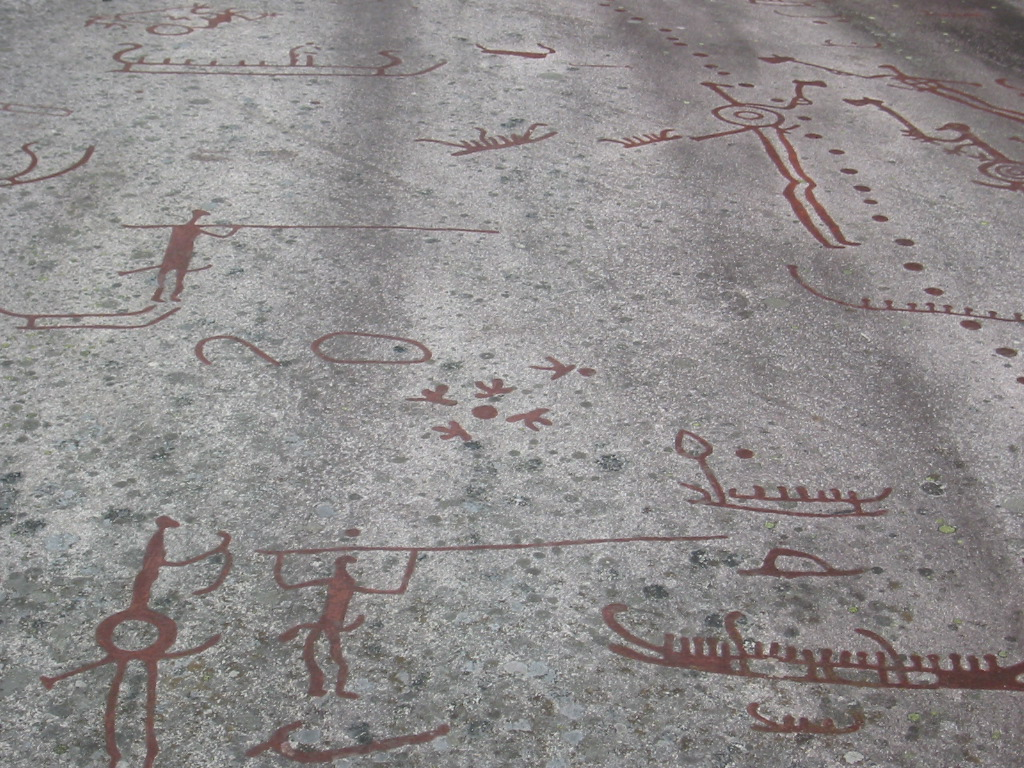
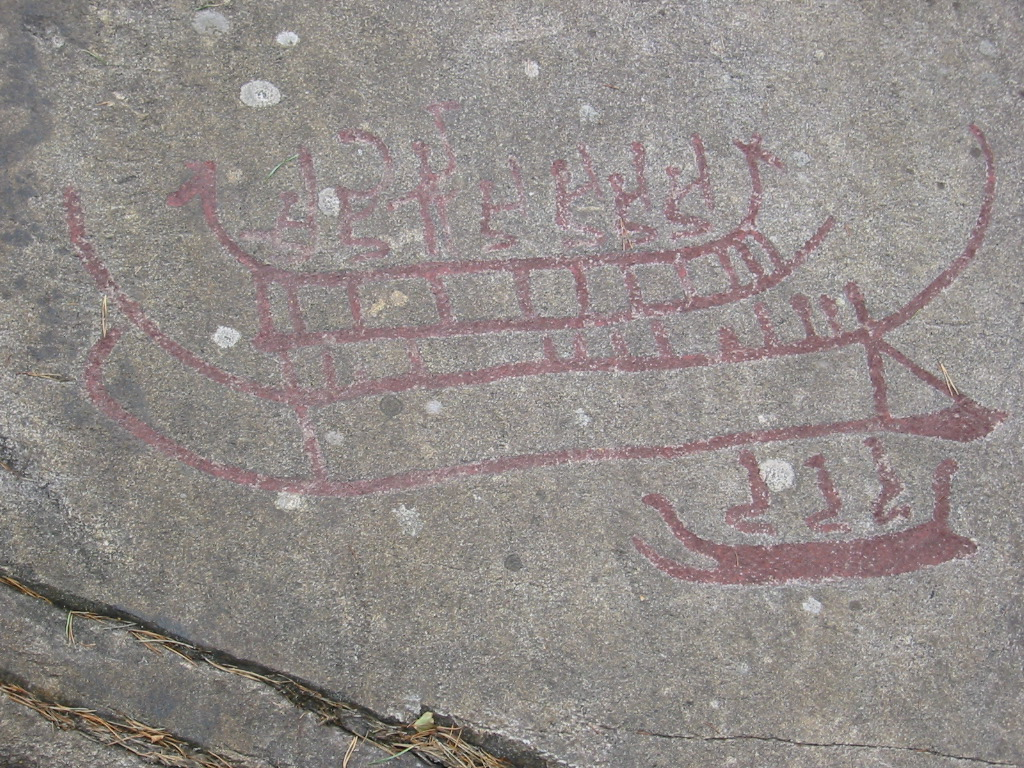
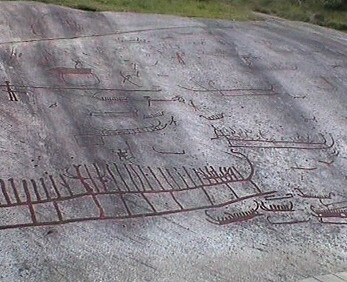